# Eingeschränktes Königsläufergambit
|   | a | b | c | d | e | f | g | h |   |
| 8 |   |   |   |   |   |   |   |   | 8 |
| 7 |   |   |   |   |   |   |   |   | 7 |
| 6 |   |   |   |   |   |   |   |   | 6 |
| 5 |   |   |   |   |   |   |   |   | 5 |
| 4 |   |   |   |   |   |   |   |   | 4 |
| 3 |   |   |   |   |   |   |   |   | 3 |
| 2 |   |   |   |   |   |   |   |   | 2 |
| 1 |   |   |   |   |   |   |   |   | 1 |
|   | a | b | c | d | e | f | g | h |   |

Eingeschränktes Königsläufergambit: Stellung nach 3. Lf1–e2
Das Eingeschränkte Königsläufergambit ist eine selten gespielte Variante des angenommenen Königsgambits, einer Eröffnung im Schach. Zusammen mit anderen Varianten des Königsläufergambits ist es unter dem ECO-Code C 33 klassifiziert.
Das Eingeschränkte Königsläufergambit entsteht nach 1. e2–e4 e7–e5 2. f2–f4 e5xf4 durch den Zug 3. Lf1–e2.

## Geschichte
Nach Angaben im Handbuch des Schachspiels wurde es erstmals 1843 von Carl Ferdinand Jänisch, danach 1855 von Max Lange analysiert. In der Meisterpraxis des 19. Jahrhunderts wurde es von Henry Edward Bird angewandt, der damit 1888 eine Partie gegen Miksa Weiß gewann. Bekannt wurde die Variante aber hauptsächlich dadurch, dass sie von Savielly Tartakower im Turnier von New York 1924 in vier Partien gespielt wurde. Er gewann damit gegen Efim Bogoljubow und Frederick Dewhurst Yates, remisierte mit Alexander Aljechin und verlor gegen José Raúl Capablanca. In der heutigen Großmeisterpraxis kommt die Variante so gut wie nicht mehr vor.

## Eröffnungstheoretische Aspekte
Die Idee der Variante beschrieb Aljechin im Turnierbuch New York 1924. Weiß kann im Fall des thematischen schwarzen Zuges g7–g5 seinen Läufer nach f3 stellen und anschließend den Königsspringer nach e2 entwickeln. Damit vermeidet er, dass der Springer durch g5–g4 angegriffen werden kann. Außerdem ist ein Vorteil gegenüber der üblichen Läuferentwicklung nach c4, dass der schwarze Gegenstoß im Zentrum mittels d7–d5 nicht mit Tempogewinn erfolgt. Dies zeigt sich beispielsweise nach dem natürlichen schwarzen Entwicklungszug 3. … Sg8–f6, auf den vorteilhaft 4. e4–e5 folgen kann. Allerdings stellt der Zug Le2 keine direkten Drohungen auf und kann daher nach Aljechins Ansicht nicht gefährlich für Schwarz sein. Dem widersprach Tartakower in seinem Buch Die hypermoderne Schachpartie, in dem er Le2 als „nachhaltigste Fortsetzung des Königsgambits“ bezeichnete. Moderne Theoretiker teilen diese Ansicht nicht, so nennt Alexei Suetin den Läuferzug „bescheiden“ und nicht dem Geist des Königsgambits entsprechend. Kurt Richter und Rudolf Teschner vertraten die Meinung, dass 3. Le2 schon aus prinzipiellen Gründen nicht gut sein könne, weil dadurch die weiße Dame verstellt werde.
Für Schwarz gibt es mehrere Antwortmöglichkeiten:
- 3. … Sb8–c6, von Yates gespielt, gilt als schwach.
- 3. … Sg8–e7, von Aljechin gespielt, führt seiner Meinung nach zum Ausgleich.
- 3. … f7–f5 ist ein interessanter Gegenangriff, der bereits im 19. Jahrhundert bekannt war. Schwarz will die f-Linie öffnen und nach 4. e4xf5 Dd8–h4+ 5. Ke1–f1 die unrochierte weiße Königsstellung ausnutzen.
- 3. … d7–d5, von Capablanca gespielt, wird allgemein als beste Antwort angesehen. In der Partie von 1924 folgte 4. e4xd5 Sg8–f6 5. c2–c4 c7–c6 6. d2–d4 Lf8–b4+ (Bogoljubow spielte schwächer 6. … c6xd5, worauf Weiß nach 7. Lc1xf4 d5xc4 8. Le2xc4 Lf8–b4+ 9. Sb1–c3 eine recht gute Stellung hatte) 7. Ke1–f1 (auf 7. Sb1–c3 oder Lc1–d2 könnte Schwarz vorteilhaft 7. … Sf6–e4 antworten) … c6xd5. In dieser Stellung steht Schwarz nach Ansicht von Paul Keres besser.[6] Die Pointe des schwarzen Spiels ist, dass nach 8. Lc1xf4 dxc4 9. Lf4xb8 (droht Figurengewinn nach 9. … Ta8xb8 10. Dd1–a4+) der starke Zwischenzug 9. … Sf6–d5 folgt. Stattdessen schlug Tartakower als mögliche Verbesserungen die Züge 8. c4–c5 bzw. 9. Le2xc4 vor, die aber nach heutiger Ansicht auch nicht vielversprechend sind.
- 3. … Dd8–h4+